# Katonai Mária Terézia-rend

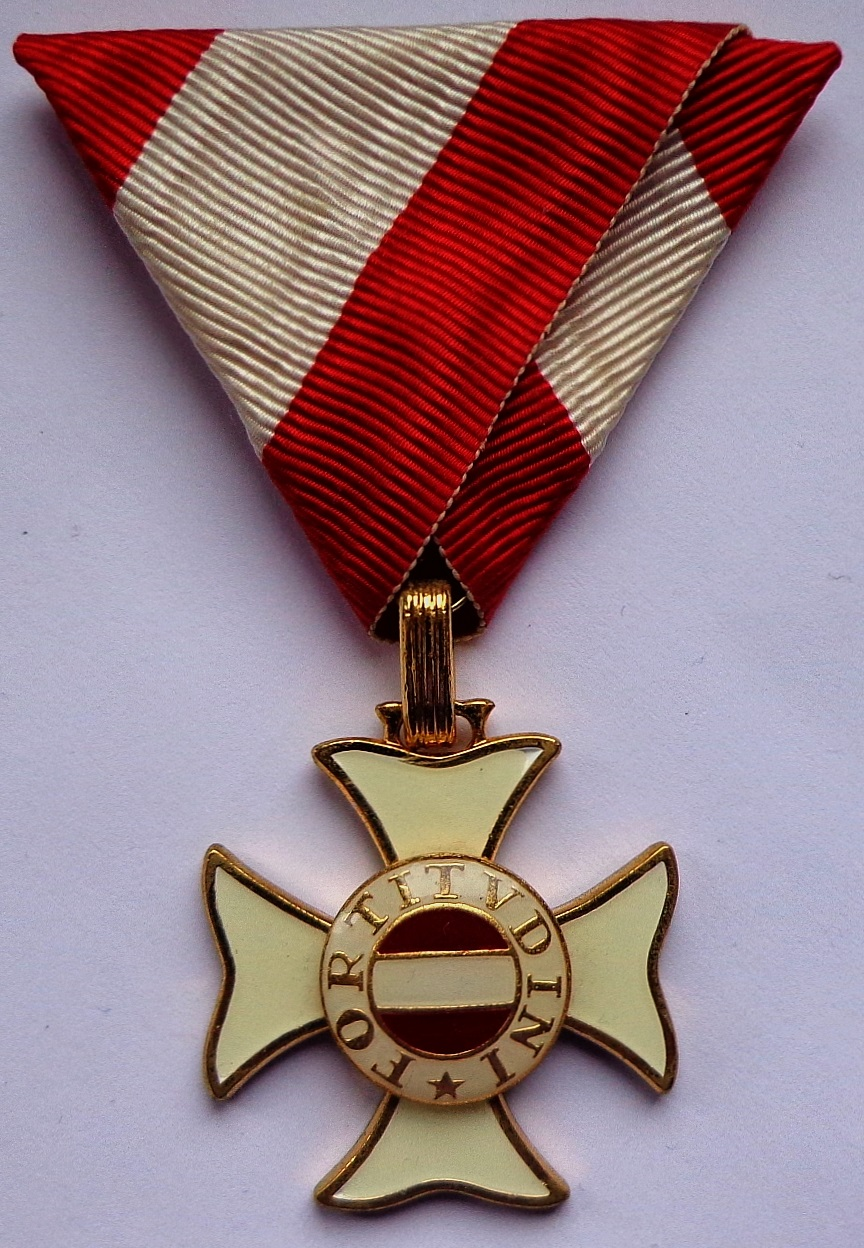
Katonai Mária Terézia-rend

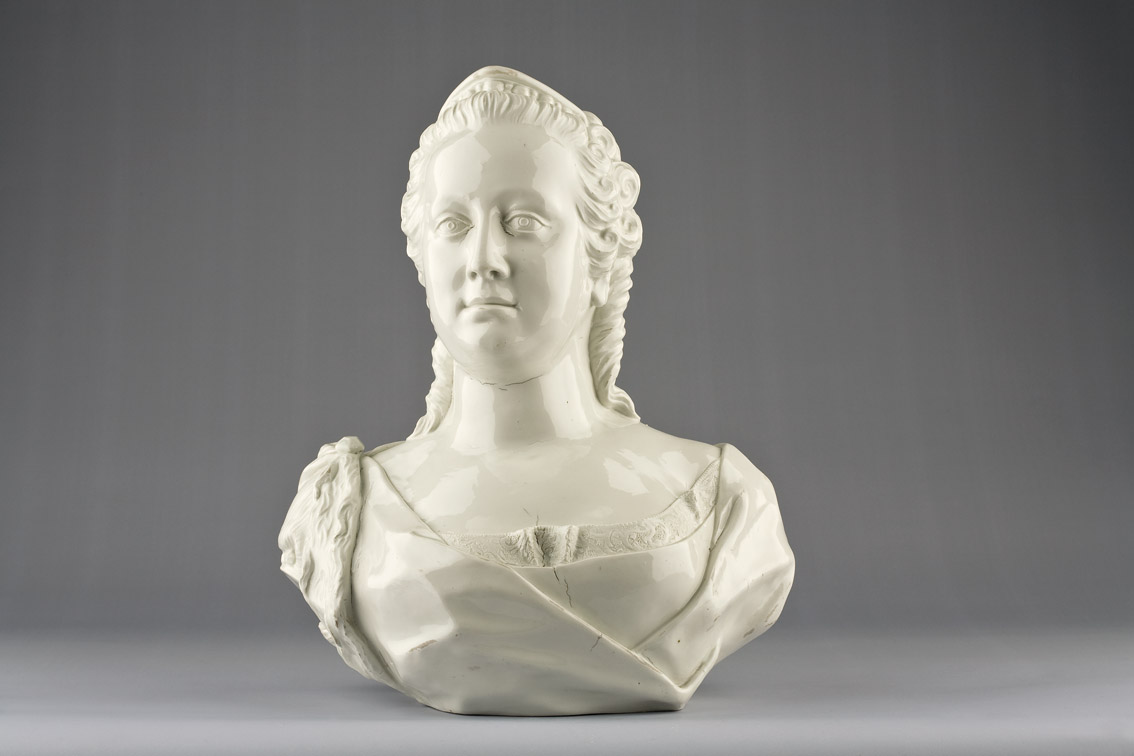
Mária Terézia

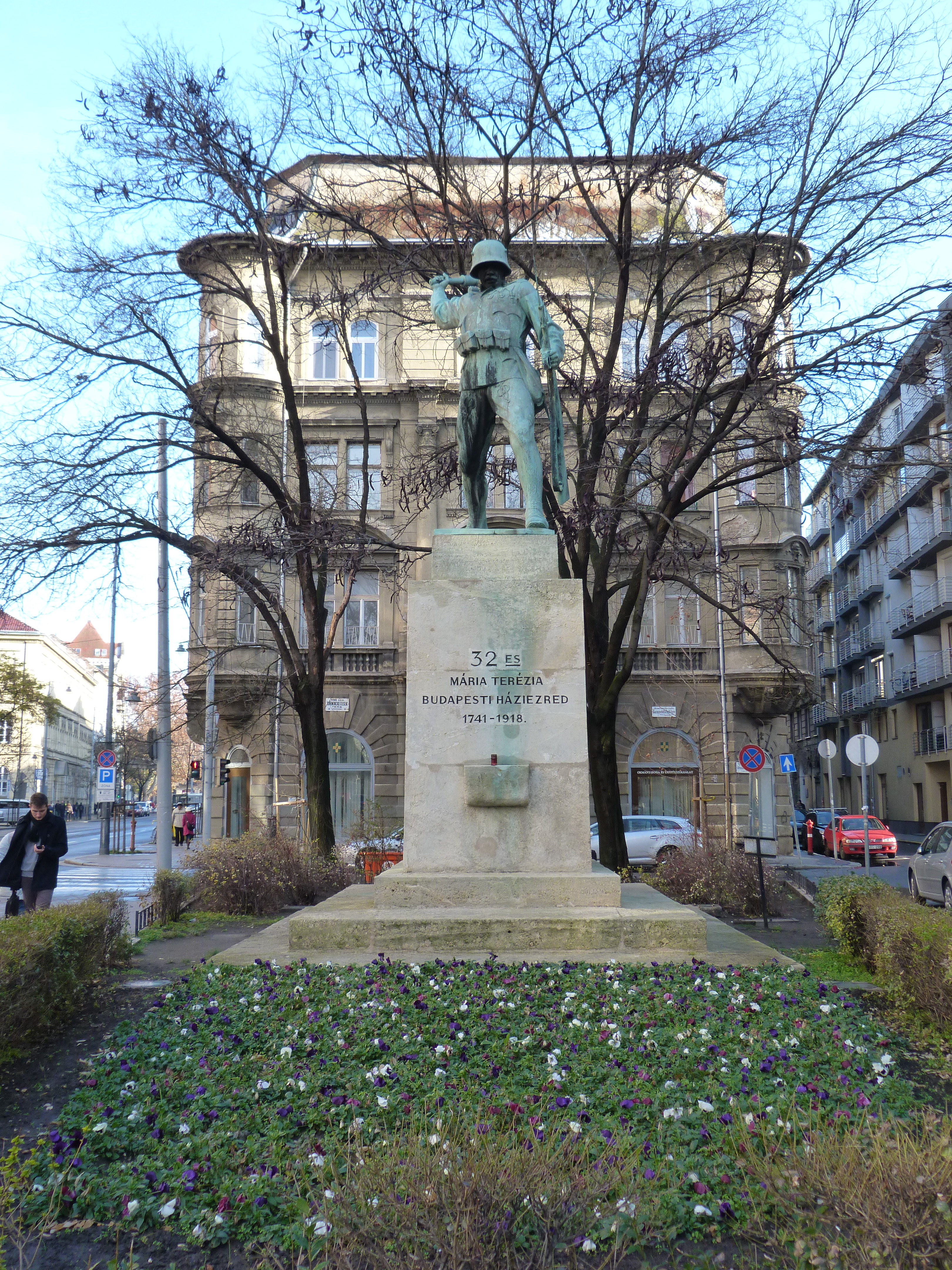
32 -es Mária Terézia Budapesti Háziezred szobra Budapesten

A katonai Mária Terézia-rend (KMTR; németül: Militär-Maria-Theresia-Orden MMThO; franciául: L’Ordre militaire de Marie Thérèse) kitüntetést Mária Terézia magyar királynő, osztrák uralkodó főhercegnő alapította 1757. június 18-án, a hétéves háború egyik jelentős ütközetében, a kolíni csatában aratott osztrák győzelem alkalmából.
Indoklása szerint: „…a katonaállás iránti különös vonzalomból és az általa oly sok szorosan tanúsított hűség, vitézség és veszélyességnek kitüntető jutalmazására.”
A maga korában a világ legrangosabb katonai kitüntetésének számított. A 17 évvel korábban, 1740-ben, II. Frigyes által alapított porosz Pour le Mérite elnyerésénél sem voltak annyira szigorúak a feltételek, mint a KMTR esetén.

## A rend osztályai

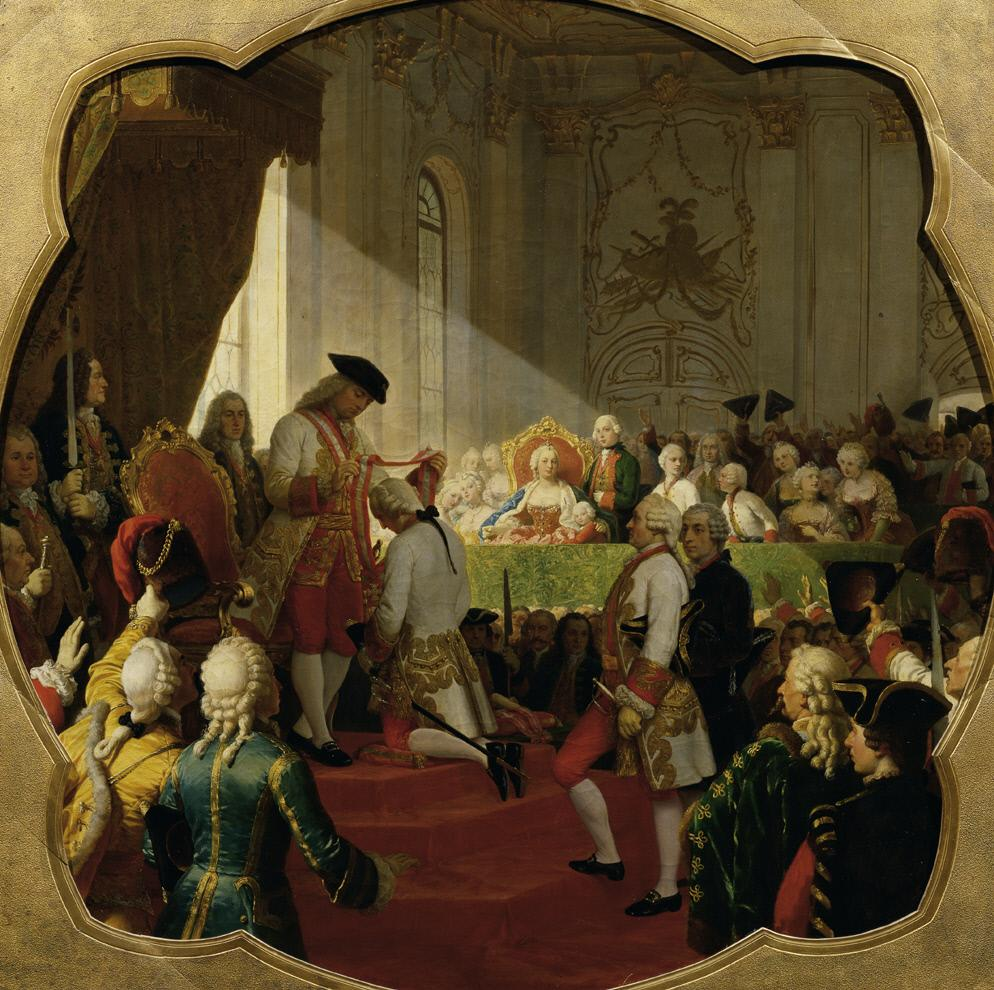
Karl von Blaas: A Katonai Mária Terézia-rend első promóciója

A rend alapításakor két osztályú volt (nagykereszt és lovagkereszt). 1765-től II. József császár a nagykereszthez csillagot alapított, és három fokozatúvá alakította át a rendet. Ekkor született a középső fokozat, a középkereszt.
Fontos kiemelni, hogy a fokozatok között valójában nincs sorrend és különbség, pusztán a kitüntetett beosztását tükrözi. Minél magasabb katonai alakulatot vezet, annál magasabb osztályt ítélhettek meg számára.

## Az odaítélés szabályai
A kitüntetést olyan katonatisztek nyerhették el – vallásra és származásra való tekintet nélkül – akik nemcsak bátran helytálltak, hanem olyan önálló kezdeményezésű katonai teljesítményt mutattak fel, amely az egész ütközet kimenetele szempontjából kedvező eredményt hozott. A későbbiekben a nagykeresztet és középkeresztet reprezentációs célból is adták (külföldi uralkodók esetén).

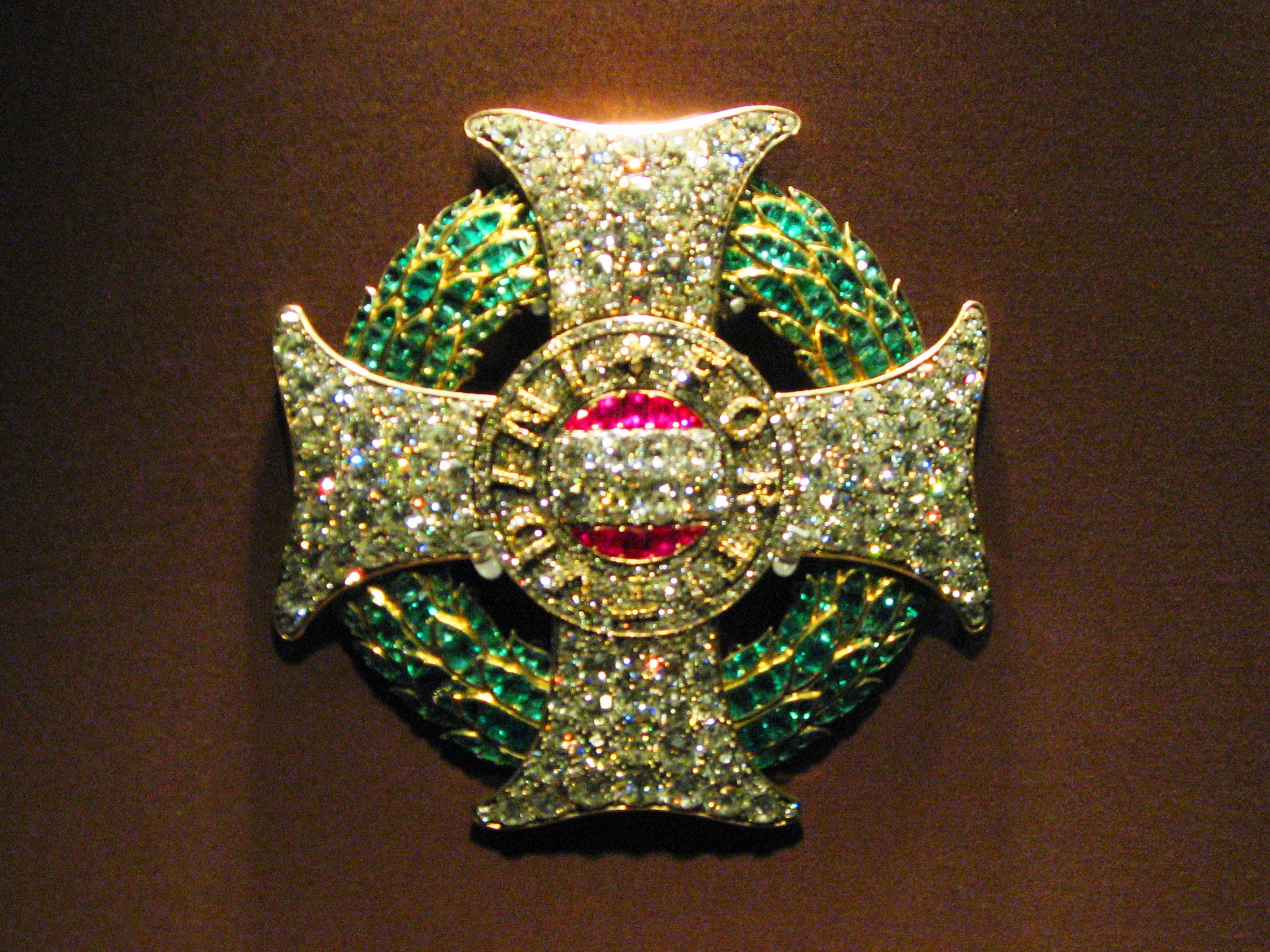
A rend nagykeresztjének csillaga gyémántokkal (összesen 6 különleges adományozás)
(Schatzkammer, Bécs)

A rendbe adományozásáról széles körű dokumentáció alapján – a kérelmező kérésére – a káptalan hozott döntést, amelyet aztán a rend nagymestere (a mindenkori uralkodó) hagyott jóvá. A rend nagymestere önállóan is adományozhatta a kitüntetést.
Ha a kérelmező nem volt nemesi származású, kérhette nemessé emelését, valamint bárói rangot kaphatott. (Egyéb esetekben nemességet és bárói rangot egyidejűleg nem lehetett kapni, ez csak a rend kiváltsága volt.) Nemessé emelés esetén a rendtagok nemesi előnévként a fegyvertény helyét kapták (pl. uzsoki báró Szurmay Sándor, san Martino del Carsoi báró Heim Géza, Viktor Dankl von Kraśnik.)
Mária Terézia, hogy a kitüntetetteknek stabil anyagi hátteret biztosítson, úgy rendelkezett, hogy a rend életjáradékot folyósítson a mindenkori legidősebb rendtagoknak. Ha a kitüntetett a birodalom alattvalója volt, akkor a 20 legidősebb nagykeresztes 1500 forint, a 20 legidősebb középkereszttel rendelkező személy 600 forint, a 100 legidősebb lovagkeresztes 600 forint és a második 100 legidősebb lovagkeresztes 400 forint éves életjáradékban részesült. Az özvegyek életük végéig a kitüntetett járadékának felére voltak jogosultak.
Fontos hangsúlyozni, hogy a rend mindig kis számban, csak valódi érdemek elismerésére adományoztatott. 1757–1931 között 50 káptalani ülést tartottak, amelyek során 4392 kérvényt bíráltak el. Ennek alapján 26 nagykeresztet, 44 középkeresztet és 762 lovagkeresztet adományoztak.
Az uralkodó (nagymester) káptalani döntés nélkül is adományozhatott. Ilyen módon 20 nagykereszt, 67 középkereszt, 153 lovagkereszt került kiadásra. Ezen felül külföldieknek adományoztatott még 15 nagykereszt, 29 középkereszt és 127 lovagkereszt.
A rend 1919-ben, a Osztrák–Magyar Monarchia felbomlásával Ausztriában megszűnt, a rend káptalanja azonban még az időközben elhalálozott utolsó nagymester IV. Károly rendelkezése értelmében egészen 1931-ig végezte az első világháborús kitüntetési kérelmek elbírálását. A kitüntetést fennállásának 174 éve alatt összesen 1243 esetben ítélték oda.
Ő Felsége IV. Károly király

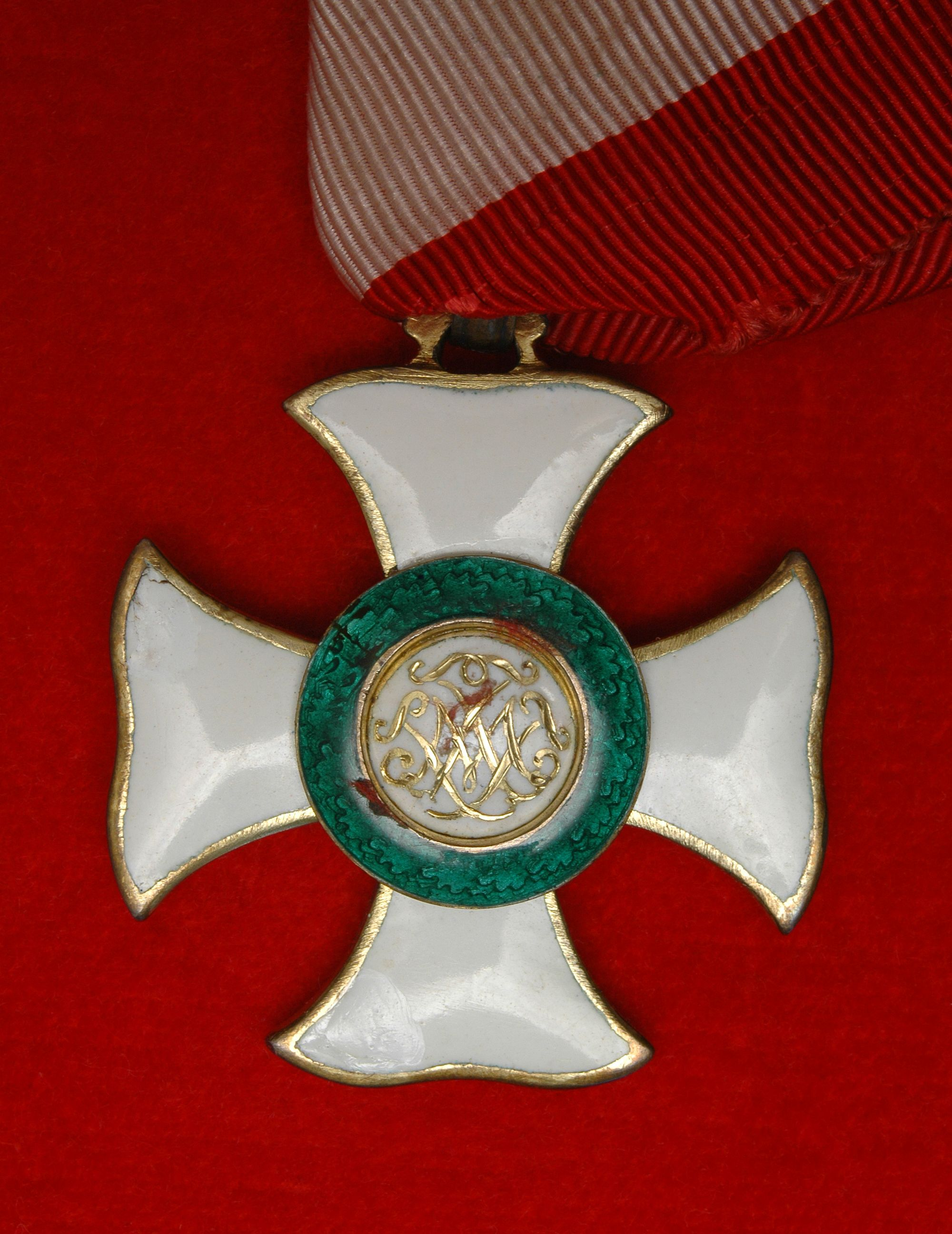
A rend középkeresztje

a Katonai Mária Terézia Rend nagymesterének 1919. március 23-án kelt, a rendirodához intézett legfelsőbb parancsa:
„Az adott viszonyok meggátolnak abban, hogy a Rend alapítólevelében gyökerező a Katonai Mária Terézia Rend alapszabályai értelmében Engem megillető nagymesteri jogokat mindenkor teljes mértékben gyakoroljam.
Minthogy azonban Én a Rend érdekeinek és tagjai alapítványjogi igényeinek állandó megóvását melegen szívemen viselem, elrendelem, hogy Engem ebben a feladatban a Rend kancellárja helyettesítsen.
Elvárom, hogy a Rend ügyei – változott viszonyok adta körülmények figyelembevétele mellett – szigorúan a rendi alapszabályok és az Én, illetve a nagymesteri méltóságban Istenben boldogult elődeim által kibocsátott rendeletek és irányelvek értelmében tovább vezettessenek. Kívánom azonban, hogy valamennyi fontos rendelkezés tudomásomra adassék. 
Eckartsau, 1919. március 23-án.”

9 fő a rend mindhárom osztályát elnyerte, 87 személy pedig két osztálynak is tulajdonosa volt. A rend csak háborús időszakban volt kiadható. Néhány alkalommal különleges gyémántdíszítményt is adományoztak.
A Horthy-korszakban Petrichevich György nyugállományú ezredes széles körű kutatásaira alapozva 1931. október 15-én magyar rendként határozták meg a Katonai Mária Terézia-rendet. Ennek a kutatásnak a célja az volt, hogy találjanak olyan hivatkozási alapot, amely alapján fel lehetett támasztani a rendet. A legfőbb érv, ami ezt támasztotta alá, hogy Mária Terézia szuverén uralkodói címe egyedül a magyar királyi címe volt és így mint magyar királynő alapította a Katonai Mária Terézia-rendet. Minden más uralkodói címe férjével Lotaringiai Ferenccel közös volt.
Kedves dr. vitéz Imrédy!

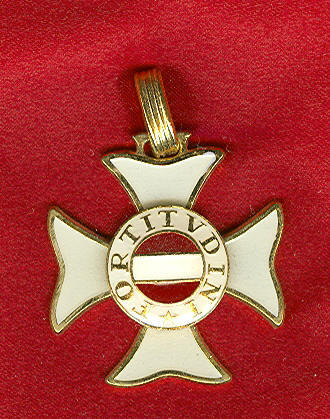
A rend lovagkeresztje (szalag nélkül).

Az ősi magyar katonai erények megbecsülésétől áthatva, történelmi hagyományainkhoz való változatlan ragaszkodás mellett elhatároztam, hogy Mária Terézia apostoli magyar királynő által a hadügy fejlesztése érdekében az eszességgel párosult rendkívül bátor haditettek jutalmazására 1757. évben alapított Katonai Mária Terézia Rend jelvényei a jövőben is folytatólagosan adományoztassanak.
Ezért az 1920. évi I. tc.-ben gyökerező jogomnál fogva elrendelem, hogy a Katonai Mária Terézia Rend alapszabályaihoz a következő új függelék csatoltassék: "Mindaddig, amíg Magyarországon a királyi hatalomban foglalt jogokat a fennálló törvények értelmében a kormányzó gyakorolja, a Rend nagymesterének teendőit Magyarországon az ország kormányzója látja el."
Egyébként a Rend alapszabályait Magyarországon a változott viszonyoknak megfelelően kell alkalmazni.
Budapest, 1938. november 4-én.
Ettől kezdve újraadományozható kitüntetéssé vált. 1938. után azonban csak egyetlen esetben adományoztak lovagkeresztet. A kitüntetett Oszlányi Kornél vezérőrnagy, a Magyar 2. hadsereg 9. (nagykanizsai) könnyű hadosztály parancsnoka, aki egységével utoljára vált le 1943 januárjában a doni arcvonalról.
Dálnoki Miklós Béla 1945. júniusában szüntette meg a rendet, mint az Ideiglenes Nemzeti Kormány elnöke. Érdekesség, hogy korábban ő maga is folyamodott a rendbe való felvételéért, de a káptalan nem ítélte meg számára.
A rend tulajdonosai között magas volt a magyar személyek száma, az összes adományozás harmada úgynevezett magyarországi honos személyekhez kapcsolódott.

## A rendjel leírása

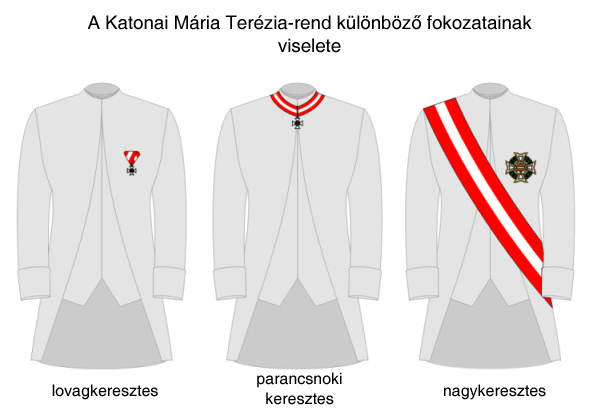
A rendjel viselése (nem egyenruhán)

A rend jelvénye nyolcszögletű, széles végekkel és arany szegéllyel készült, fehér zománcozott aranykereszt, közepén kerek pajzzsal (piros mezőn fehér csíkkal), a szélén arany betűkkel a FORTITVDINI (a vitézségnek). Hátoldalán a M.T.F. (Maria Theresia Franciscus) monogram áll zöld keretben arany betűkkel.
Bizonyos típusokon a feliratot egy arany csillag fogja össze. A rend szalagja piros-fehér-piros, a királyi ház színei.
A nagykeresztet 10 cm széles szalagon a jobb válltól a bal csípőig helyezve viselték. Ehhez a bal mellen viselendő csillag is tartozik, mely a keresztnek egy nagyobb példánya és ahol a fehér zománc helye gyémántokkal van kirakva. A kereszt mögött zölddel zománcozott babérkoszorú helyezkedik el.
Egyenruhán a középkereszt nyakban, a lovagkereszt a legfelsőbb gomblyukban szalagon viselendő.

### Gyémántdíszítmény
Egyes rendtagok az érdemeik különös elismerésére az uralkodótól a rendjelhez a gyémántdíszítményt kapták. A Katonai Mária Terézia Rend fennállása alatt 6 esetben adományoztak gyémántdíszítményt.
1. Ernst Gideon von Laudon (báró) tábornagy (1716–1790), a nagykereszthez
2. Frigyes Józsiás szász–coburg–saalfeldi herceg (1737–1815) herceg tábornagy, a nagykereszthez
3. Károly főherceg, magyar királyi herceg, tábornagy (1771–1847), a nagykereszthez 1843-ban
4. Sternberg Lipót (gróf) lovassági tábornok 1899-ben, a lovagkereszthez
5. Johann von Appel (báró) lovassági tábornok 1903-ban, a lovagkereszthez
6. Fejérváry Géza (komlóskeresztesi báró) gyalogsági tábornok (1833–1914) 1909-ben, a lovagkereszthez

## A rend tagjai 1757–1859

### Nagykereszt (51 adományozás)

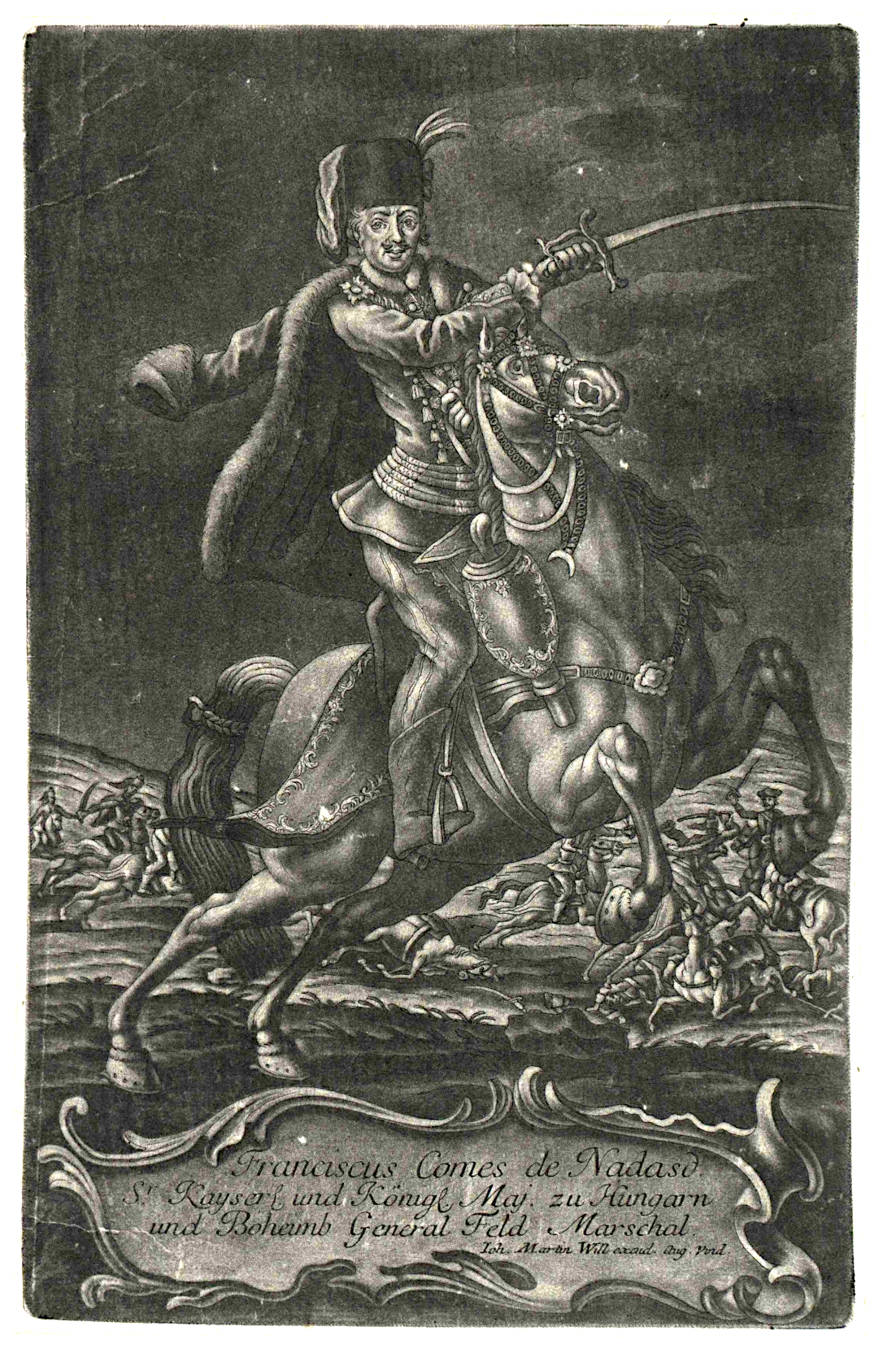
Nádasdy Ferenc (gróf), táborszernagy a magyar Nádasdy huszárezred tulajdonosa

név, rendfokozat, beosztás, adományozás éve
1. Károly Sándor lotaringiai herceg, tábornagy (1712–1780)
2. Leopold Joseph von Daun (gróf), tábornagy (1705–1766), a hétéves háborúban a császári haderő főparancsnoka, 1758.
3. Nádasdy Ferenc (gróf) nádasdi és fogarasföldi, lovassági tábornok (1708–1783) 1758.
4. Hadik András (gróf) futaki, tábornagy (1710–1790) 1758. (első adományozottként)
5. Sincere Claudius (báró), altábornagy, 1758 (1696-1769)
6. Laudon Gideon Ernst, (báró), vezérőrnagy, 1758
7. Karl Leopold Arenberg, herceg, altábornagy, 1758
8. Marschall von Biberstein Ernst Dietrich (báró), táborszernagy, 1758 (1692-1771)
9. Franz Moritz von Lacy (gróf), vezérőrnagy (Generalfeldwachtmeister), (1725–1801), a hétéves háborúban a főszállásmesteri törzs főnöke (Chef des Generalquartiermeisterstabes), 1758
10. Friedrich Michael von Zweibrücken-Birkenfeld, herceg, birodalmi tábornagy (Reichsfeldmarschall), 1760 (1724-1767)
11. Macquire Johann Sigismund (gróf), altábornagy, 1760 (1710-1767)
12. Philipp Levin Beck, (báró), altábornagy, 1760 (1700/20-1768)
13. Friedrich Georg zu Wied-Runkel, (gróf), táborszernagy, 1761 (1712-1779)
14. Karl O’Donnell gróf, lovassági tábornok, 1761 (1715-1771)
15. Adolf Nikolaus von Buccow, (báró), lovassági tábornok, 1761
16. Guasco Franz (gróf), altábornagy, 1762 (1711-1763)
17. Ernst Giannini, (gróf), vezérőrnagy, 1762
18. Johann Baptist GRIBEAUVAL, vezérőrnagy, 1762
19. Anton Joseph von Anton Joseph von Brentano-Cimaroli, altábornagy, 1763 (1741-1793)
20. Christian Philipp von Löwenstein-Wertheim, herceg, altábornagy, 1763 (1719-1781)
21. Lipót főherceg, tábornagy, 1765
22. Dagobert Sigmund von Wurmser, (gróf), lovassági tábornok, 1778
23. Frigyes Józsiás szász-coburgi herceg, lovassági tábornok, 1789
24. Karl Clemens Graf Pellegrini, (gróf), tábornagy, 1789 (1720-1796)
25. Ferenc főherceg, 1790
26. François Sébastien de Croix de Clerfayt gróf, táborszernagy, 1790
27. DE VINS Joseph Nikolaus, (báró), táborszernagy, 1790
28. BENDER Blasius Columbus, (báró), tábornagy, 1790
29. Friedrich Wilhelm zu Hohenlohe-Kirchberg (1732-1796), herceg, táborszernagy, 1791
30. Károly Lajos főherceg, vezérőrnagy, 1793
31. FERRARIS Joseph Johann, (gróf), táborszernagy, 1793
32. WÜRTTEMBERG Ferdinand, herceg, altábornagy, 1794
33. Jean-Pierre de Beaulieu (Johann Peter von Beaulieu) báró, altábornagy, 1794
34. Alvinczy József, borbereki (báró), táborszernagy, 1794
35. BAILLET de Latour Max, (gróf), táborszernagy, 1796
36. Karl Philipp zu Schwarzenberg herceg, tábornagy, császári-királyi főhadparancsnok, 1813–1816.
37. Ivan Fjodorovics Paszkevics herceg, orosz tábornagy (1782–1856), 1849. augusztus 22.
38. Mihail Illarionovics Kutuzov herceg, orosz tábornagy (1745–1813) 1806
39. Arthur Wellesley, Wellington hercege, a waterlooi csatában az angol és a szövetséges hadsereg parancsnoka (1769–1852) 1813–1816
40. Alekszandr Vasziljevics Szuvorov orosz hadvezér, tábornok, generalisszimusz, Itália hercege (Князь Италийский) (1729–1801) 1799
41. Habsburg–Lotaringiai János főherceg, lovassági tábornok, 1809–1810
42. XIV. Károly János svéd király (született Jean Baptise Bernadotte francia marsall), svéd koronahercegként, 1813–1816
43. Radetzky Joseph Wenzel, (gróf), tábornagy, 1848
44. GOLENITSCHEFF-KUTUSOW Mihail, orosz gyalogsági tábornok
45. ANGOULEME Ludwig Anton, herceg francia Generalissimus
46. Haynau Julius Jacob, (báró), táborszernagy
47. Gebhard Leberecht von Blücher, herceg, porosz tábornagy
48. Konsztantyin Pavlovics Romanov orosz nagyherceg
49. LIECHTENSTEIN Johann, herceg, altábornagy
50. YORK Friedrich, herceg, angol tábornagy, 1813–1816.
51. Alfred Candidus Ferdinand zu Windisch-Grätz, herceg, tábornagy, 1814

### Középkereszt (119 adományozás)
név, rendfokozat, beosztás, adományozás éve
1. Kray Pál (báró), vezérőrnagy (1735–1804), dandárparancsnok, 1794
2. Karl Philipp zu Schwarzenberg herceg, altábornagy (1771–1820), a jungingeni csatában a Mack vértesek parancsnoka, 1805
3. Joseph Wenzel Radetzky (gróf), altábornagy (1766–1858), a IV. hadtest parancsnoka, 1810
4. Josip Jelačić tábornok, horvát bán
5. Pjotr Ivanovics Bagratyion (Пётр Иванович Багратион) herceg, orosz gyalogsági tábornok, az 1812-es honvédő háború hőse (1765–1812)
6. Michael Andreas Barclay de Tolly (Михаил Богданович Барклай де Толли) herceg, orosz tábornok, az 1812-es honvédő háború hőse (1761–1818)
7. Ludwig von Welden altábornagy, a tiroli és voralbergi felkelések leveréséért, 1843
8. O'KELLY Wilhelm, (gróf), táborszernagy
9. PELLEGRINI Karl, (gróf), vezérőrnagy
10. PONIATOWSKY Andreas, (gróf), altábornagy
11. ROUVROY Johann Theodor, (báró), vezérőrnagy
12. Dagobert Sigmund von Wurmser gróf, altábornagy
13. TERZI Ludwig, (báró), vezérőrnagy
14. WARTENSLEBEN Ludwig Wilhelm, (gróf), altábornagy
15. WALDECK Christian, herceg, altábornagy
16. PENZENETER von Penzenstein Johann, (báró), altábornagy
17. QUOSDANOVICH Peter Vitus, (báró) altábornagy
18. UNTERBERGER Leopold, (báró), vezérőrnagy
19. NAUENDORF Friedrich August, (gróf) vezérőrnagy
20. Mészáros János (báró szoboszlói), altábornagy
21. VINCHANT de Gontroeul Karl, vezérőrnagy
22. Michael von Melas lovassági tábornok
23. Ott Péter Károly (bátorkézi) altábornagy
24. KOLOWRAT-LIEBSTEINSKY Vinzenz, (gróf) altábornagy
25. Habsburg–Lotaringiai János főherceg (Johann Baptist von Oesterreich) főherceg, lovassági tábornok
26. O’REILLY Andreas, (gróf), altábornagy
27. VINCENT Karl, (báró), vezérőrnagy
28. Mecséry Dániel, (báró), vezérőrnagy
29. Meskó József (báró felsőkubinyi), vezérőrnagy
30. KLENAU Johann (gróf), altábornagy
31. MAUROY de Merville Franz, (báró), altábornagy
32. Mihail Andrejevics Miloradovics, (gróf) (Михаил Андреевич Милорадович) orosz altábornagy
33. Adam Albert von Neipperg gróf, altábornagy
34. NOSTITZ Johann, (gróf), altábornagy
35. Laval Nugent (von Westmeath) gróf), vezérőrnagy
36. ORANIEN ? , herceg
37. OSTERMANN-TOLSTOY Alexander Ivanovics, (gróf) (Александр Иванович Остерман-Толсто́й), orosz altábornagy
38. PREUSSEN Wilhelm Prinz
39. QUOSDANOVICH Karl von, vezérőrnagy
40. SACHSEN-COBURG Ferdinand, herceg, vezérőrnagy
41. SACKEN Fabian Gottlieb, (báró) (Фабиан Вильгельмович Остен-Сакен) orosz altábornagy
42. TAUENTZIEN von Wittenberg Friedrich, (gróf), porosz altábornagy
43. TOMASSICH Franz, (báró), vezérőrnagy
44. Habsburg–Tescheni Albert főherceg (Albrecht von Oesterreich) főherceg, altábornagy
45. Puchner Antal, (báró), lovassági tábornok
46. THURN Georg, (gróf), altábornagy
47. Eszterházy Miklós, herceg, táborszernagy
48. DRASKOVICH Joseph, (gróf), altábornagy
49. ELRICHSHAUSEN Karl Reinhard, (báró), táborszernagy
50. Friedrich Wilhelm von Hohenlohe-Kirchberg herceg, altábornagy
51. Jean-Pierre de Beaulieu (Johann Peter von Beaulieu) báró, altábornagy
52. Alvinczi József (borbereki (báró)), császári tábornok (1735. február 1. – 1810. szeptember 25.)
53. Ferraris Johann Joseph, (gróf), táborszernagy
54. Froon von Kirchrath Joseph, (báró), ezredes
55. BAILLET de Latour Max, (gróf), altábornagy
56. HADIK Károly, (gróf), altábornagy
57. HOTZE Friedrich, (lovag) (Chevalier), altábornagy
58. CHASTELER Johann, márki, vezérőrnagy
59. Gyulay Ignác, (gróf), vezérőrnagy
60. FRIMONT Johann, (báró), altábornagy
61. HARDEGG Ignaz, (gróf), vezérőrnagy
62. HILLER Johann, (báró), táborszernagy
63. HOHENZOLLERN-HECHINGEN Friedrich Xaver, herceg, lovassági tábornok
64. ADLERKREUZ ? (gróf), svéd altábornagy
65. ANGLESEA ? márki, angol tábornok
66. FREEMANTLE Sir Thomas, angol admirális
67. Gneisenau August Neidhardt von, (gróf), porosz altábornagy
68. HESSEN-HOMBURG Friedrich Erbprinz, lovassági tábornok
69. Rowland Hill, Lord (1st Viscount Hill), angol tábornok
70. Benningsen Levin August Gottlieb Theophil von, (gróf), (Лео́нтий Лео́нтьевич Бе́ннигсен) orosz lovassági tábornok
71. Friedrich Wilhelm von Bülow (von Dennewitz) gróf, porosz altábornagy
72. Haynau Julius Jacob, (báró) táborszernagy
73. FILANGIERI Duca di Satriano Karl, nápolyi altábornagy
74. Heinrich von Heß (Hess) báró, táborszernagy
75. D'AYASASA Joseph, (gróf), vezérőrnagy
76. D'ALTON Richard, (gróf), altábornagy
77. BROWNE Johann Georg, (gróf), altábornagy
78. François Sébastien de Croix de Clerfayt (Franz Sebastian Karl) gróf, táborszernagy
79. DE LIGNE Karl Joseph, herceg, táborszernagy
80. COLLOREDO Wenzel, (gróf), táborszernagy
81. CANTO d'YrIes Joseph, (gróf), altábornagy
82. DE VAUX Thiery, (báró), vezérőrnagy
83. COLLOREDO-MANSFELD Hieronymus, (gróf), altábornagy
84. BIANCHI Friedrich, (báró), altábornagy
85. Gebhard Leberecht von Blücher, herceg, porosz lovassági tábornok
86. D'ASPRE Constantin, (báró), táborszernagy
87. KINSKY Franz Ulrich, herceg, táborszernagy
88. Siskovics József (Joseph Siskowitz) gróf, altábornagy
89. KLEBECK Wilhelm, (báró), altábornagy
90. Karaiczay András, (báró), vezérőrnagy
91. Splényi Gábor, (báró) altábornagy
92. WUERTTEMBERG Ferdinand Friedrich August, herceg, altábornagy
93. STAADER von Adelsheim Joseph, (báró), altábornagy
94. LAUER Franz, (báró), vezérőrnagy
95. LOTHRINGEN Karl Eugen, herceg, altábornagy
96. Sztáray Antal, (gróf), altábornagy
97. WERNECK Franz, (báró), altábornagy
98. LIECHTENSTEIN Johann, herceg, vezérőrnagy
99. KOLOWRAT-KRAKOWSKY Johann Karl, (gróf), altábornagy
100. ROSENBERG Franz, (gróf), ezredes
101. Szereday Antal, (báró), vezérőrnagy
102. KIENMAYER Michael, (báró), lovassági tábornok
103. LIECHTENSTEIN Alois, herceg, vezérőrnagy
104. ROUSSEL Franz, lovag (Chevalier), vezérőrnagy
105. SMOLA Joseph von, ezredes
106. Maxilimian von Wimpffen (Max) báró, vezérőrnagy
107. KLEIST von Noilendorf Friedrich, (gróf), porosz altábornagy
108. REISNER Anton, (báró), altábornagy
109. SCHEITHER Heinrich Georg, (báró), vezérőrnagy
110. WILSON Sir Robert, angol tábornok
111. WITTGENSTEIN Ludwig, (gróf), orosz tábornok, vezérkari főnök (General en Chef)
112. Karl Philipp von Wrede herceg, bajor lovassági tábornok
113. WÜRTTEMBERG Wilhelm Kronprinz
114. YORCK von Wartenburg Johann, porosz altábornagy
115. STOPFORD Sir Robert, angol admirális
116. Alekszandr Nyikolajevics Lüders (Алекса́ндр Никола́евич Ли́дерс) orosz gyalogsági tábornok
117. Franz von Schlik gróf, lovassági tábornok
118. WIMPFFEN Franz, (gróf), altábornagy
119. Ludwig von Wohlgemuth altábornagy

### Lovagkereszt (886 adományozás)
név, rendfokozat, beosztás, adományozás éve
1. Ernst Gideon von Laudon (gróf), vezérőrnagy (Generalfeldwachtmeister), a hétéves háborúban a császári könnyűlovasság parancsnoka, 1757. augusztus
2. I. Sándor orosz cár (uralkodott: 1801–1825)
3. Kray Pál (báró), vezérőrnagy (1735–1804), 1789
4. Joseph Wenzel Radetzky (gróf), ezredes (1766–1858), a Herzog Albrecht von Sachsen–Teschen vértes lovasezred parancsnoka, 1801
5. Karl Philipp zu Schwarzenberg herceg, ezredes (1771–1820), a Le Château-Cambrésis-i csatában a Wallis vértes lovasezred parancsnoka, 1794
6. Ludwig von Welden alezredes, 1813
7. Alfred zu Windisch-Grätz ezredes (1787–1862), 1814
8. Andrássy János (siklói báró, 1750-1817) alezredes, 1803. november.
9. Bakonyi Imre ezredes (1768–1845), 1809
10. Bésán Károly (dunaszekcsői báró) kapitány, 1806
11. Bíró János (csikpálfalvi báró) kapitány, 1806
12. Bogdán József (sturmbrucki (báró)) kapitány, 1815
13. Bolza Péter ((gróf), honfiúsíttatott főrend) őrnagy, 1790
14. Borcsiczky Ferenc (borcsizi báró) ezredes, 1779
15. Buday Ignác (bátori báró) kapitány, a Cartoryski, Wurmser majd Coburg huszárezredek tisztje, 1794
16. Hertelendy Gábor hertelendy de hertelend ezredes 1805. a Palatinus huszárezred első parancsnoka, később dandártábornok
17. Davidovich Pál őrnagy (1737–1814), 1779
18. Dőry József (jobbaházi báró) kapitány, 1815
19. Balthasar Simunich császári-királyi altábornagy (1785–1861), 1849 (Az 1848. december 16-ai nagyszombati győzelméért)
20. Heinrich Hentzi császári-királyi vezérőrnagy (1785–1849), posztumusz, 1850
21. Friedrich von Hotze (báró) császári vezérőrnagy (1739–1799), 1793
22. Andrej Ivanovics Gorcsakov (Андрей Иванович Горчаков) orosz gyalogsági tábornok (1779–1855)
23. Matvej Ivanovics Platov (Матвей Иванович Платов) (gróf), lovassági tábornok (1753–1818)
24. Jakov Alekszejevics Potyomkin (Яков Алексеевич Потёмкин) orosz altábornagy (1799–1831)
25. Nyikolaj Nyikolajevics Rajevszkij (Николай Николаевич Раевский) orosz lovassági tábornok (1771–1829)
26. Alekszandr Nyikitics Szeszlavin (Александр Никитич Сеславин) orosz vezérőrnagy (1780–1858)
27. Habsburg–Tescheni Frigyes Ferdinánd főherceg (1821–1847), Akkón 1840-es ostrománál tanúsított vitézségéért, 1841
28. Simonyi József (barbácsi és vitézvári báró), „Simonyi óbester”, 1802
29. Stephaics Ferenc (nemesdédi báró) vezérőrnagy (1739–1811) kitüntetését 1794-ben kapta vitézségéért
30. Pott Gusztáv (1792–1850) ezredes
31. Ottinger Ferenc (ottingeni báró) (1793–1869) császári és királyi altábornagy, lovassági tábornok, az 1848-49 évi szabadságharc ellen fellépő császári alakulatok egyik vezénylő tábornoka
32. Török János András (nagyemőkei báró) ezredes (1720. aug. 26. – 1793. okt. 11.), később a Török huszárezred tulajdonosa, majd altábornagy 1760. jan. 23. (5. promóció)
33. Ludwig von Welden altábornagy

## A rend tagjai 1860–1913

### Nagykereszt (1 adományozás)
név, rendfokozat, beosztás, adományozás éve
1. Albrecht főherceg, tábornagy (1817–1895), az osztrák Déli Hadsereg (Südarmee) parancsnoka, 1866. augusztus 29.

### Középkereszt (10 adományozás)
név, rendfokozat, beosztás, adományozás éve
1. Benedek Lajos táborszernagy (1804–1881), a VIII. hadtest parancsnoka, 1859. október 17.
2. Ludwig Karl Wilhelm von Gablenz (báró), altábornagy (1814–1874), a VI. hadtest parancsnoka
3. Friedrich von Wrangel (báró), porosz vezértábornagy (1784–1877), az 1864-es porosz–osztrák–dán háborúban az osztrák–porosz szövetséges haderők főparancsnoka
4. Frigyes Károly porosz királyi herceg, lovassági tábornok (1828–1885), a porosz I. Hadtest vezénylő tábornoka
5. V. György hannoveri király, Cumberland hercege (1819–1878)
6. Joseph Maroičić di Madonna del Monte (báró), altábornagy (1812–1882), a VII. hadtest parancsnoka , 1866. augusztus 29.
7. Franz von John altábornagy (1815–1876), az osztrák Déli Hadsereg (Südarmee) vezérkari főnöke, 1866. augusztus 29.
8. Wilhelm von Tegetthoff altengernagy (1827–1871), a császári-királyi Hadiflotta parancsnoka, 1866. augusztus 29.
9. Franz Kuhn von Kuhnenfeld (báró), altábornagy (1817–1896), a Tirolban állomásozó csapatok parancsnoka, 1866. augusztus 29.
10. Joseph Philippović von Philippsberg (báró), táborszernagy (1818–1889), a XIII. hadtest parancsnoka

### Lovagkereszt (45 adományozás)
név, rendfokozat, beosztás, adományozás éve
1. Neubauer Gustav Adolph százados 1859. október 17.
2. Anton Prockosch főhadnagy, 8. tüzérezred, 1859. október 17.
3. Edelsheim-Gyulai Lipót ezredes, a 10. huszárezred parancsnoka, 1859. október 17.
4. Joseph von Dormus ezredes, 31. gyalogezred, 1859. október 17.
5. Vilmos württembergi királyi herceg ezredes (1848–1921), a 27. gyalogezred parancsnoka, 1860. május 21.
6. Joseph von Döpfner alezredes,	Vezérkar, 1859. október 17.
7. Friedrich Kleinert főhadnagy,	2. tüzérezred, 1859. október 17.
8. Philipp Graf von Stadion-Warthausen und Thannhausen (gróf) altábornagy, az V. hadtest parancsnoka, 1860. május 21.
9. Sándor hessen–darmstadti herceg altábornagy, Brigadier V.Corps 1859. október 17.
10. Anton Dobrženský von Dobrženitz (báró) vezérőrnagy Brigadier XI.Corps, 1859. október 17.
11. Eduard von Litzelhofen (lovag) alezredes, Vezérkar, 1859. október 17.
12. Adolph Catty alezredes, Vezérkar, 1859. október 17.
13. Johann von Appel (báró) őrnagy, 12. ulánus ezred (12.Uhl.-Regt.), 1860. május 21.
14. David Urs de Margina őrnagy, 52. gyalogezred, 1859. október 17.
15. Gustav Adolph Neubauer százados, 3. tüzérezred, 1859. október 17.
16. Fejérváry Géza (komlóskeresztesi báró) százados, vezérkari kapitány 1859. október 17
17. II. Ferenc nápoly–szicíliai király, a 12. ulánus ezred tulajdonosa
18. Lajos Mária (Luigi Maria) nápoly–szicíliai királyi herceg (1838–1886), Trani (gróf)ja
19. Alfonz Mária József (Alfonso Maria Giuseppe) nápoly–szicíliai királyi herceg (1841–1934), Caserta (gróf)ja
20. Ferenc Lajos (Francesco de Paola Luigi) nápoly–szicíliai királyi herceg, Trapani (gróf)ja (1827–1892),
21. Leopold Gondrecourt (gróf), vezérőrnagy, Brigadier VI.Corps
22. Frigyes Vilmos porosz koronaherceg, altábornagy (1831–1888), az 1864-es porosz–osztrák–dán háborúban a szövetséges haderők főhdiszállására beosztva.
23. Carl Eberhard Herwarth von Bittenfeld altábornagy, Kommandierender General des kombinierten Armee-Korps
24. Ernő Ágost (Ernst August), Hannover koronahercege (1845–1923), Cumberland hercege.
25. Albert szász koronaherceg, gyalogsági tábornok (1828–1902), a 11. gyalogezred tulajdonosa.
26. Ernst Hartung altábornagy, a IX. hadtest parancsnoka, 1866. augusztus 29.
27. Rodich Gábor (báró) altábornagy, az V. hadtest parancsnoka, 1866. augusztus 29.
28. Eugen Piret de Bihain (báró), vezérőrnagy Brigadier V.Corps, 1866. augusztus 29.
29. Ludwig Pulz vezérőrnagy, Kmdt. Cavallerie-Reserve Südarmee, 1866. augusztus 29.
30. Ludwig von Pielsticker (lovag) alezredes, Vezérkar, 1866. augusztus 29.
31. Anton von Bechtolsheim (báró), lovassági százados, 12. ulánus ezred (12.Uhl.-Regt.), 1870. február 10.
32. Albert Knebel von Treuenschwert (lovag), vezérőrnagy, Brigadier X.Corps, 1866. augusztus 29.
33. Rudolph Wagner von Wehrborn alezredes, 6.Kür.-Regt., 1866. október 4.
34. Moritz von Lehmann (lovag), lovassági százados, 1. ulánus ezred (1.Uhl.-Regt.), 1866. augusztus 29.
35. Ludwig von Gredler (lovag) százados, (tiroli császárvadász-ezred) (Tiroler Kaiser Jäger-Regt.), 1866. augusztus 29.
36. August von der Groeben százados, 8. tüzérezred, 1866. augusztus 29.
37. Anton von Petz ellentengernagy, Kmdt. II.Division der operativen Flotille 1866. augusztus 29.
38. Maximilian Daublebsky von Sterneck zu Ehrenstein (lovag) sorhajókapitány,	Kmdt. Panzerfregatte Erzherzog Ferdinand Max, 1866. augusztus 29.
39. Bruno von Montluisant (lovag) ezredes, Tiroler Kaiser Jäger-Regt., 1866. augusztus 29.
40. Moritz Manfroni von Manfort korvettkapitány, Kmdt. Garda-See Flotille, 1866. augusztus 29.
41. II. Sándor orosz cár, a 2. gyalogezred és a 11. ulánusezred tulajdonosa
42. Heinrich von Pittel (báró) ezredes, a 38. gyalogezred parancsnoka
43. Stephan von Jovanović (báró) altábornagy, a XVIII. hadosztály parancsnoka
44. Szapáry László altábornagy, a XX. hadtest parancsnoka
45. Vecsey József (Vecse és Böröllö-Iságfai, báró) altábornagy, az I. hadosztály parancsnoka

## Az első világháború kitüntettetjei (1914–1918)

### Nagykereszt (11 adományozás)
Összesen 11 személy, köztük 7 külföldi honosságú. (név – rendfokozat – beosztás – az adományozás időpontja)
1. Károly császár és király – 1917. január 17.
2. Habsburg–Tescheni Frigyes főherceg, csász. és kir. tábornagy, az Monarchia haderejének főparancsnoka – 1916. november 25.
3. Franz Conrad von Hötzendorf, csász. és kir. tábornagy, az Monarchia vezérkari főnöke – 1917. március 1.
4. Habsburg–Tescheni Jenő főherceg, csász. és kir. tábornagy – 1917. január 15.
5. II. Vilmos német császár, porosz király – 1914. augusztus 27.
6. I. Ferdinánd bolgár cár – 1917. június 7.
7. III. Lajos, Bajorország királya – 1917. június 30.
8. III. Frigyes Ágost, Szászország királya – 1917. november 25.
9. Lipót bajor királyi herceg, német császári vezértábornagy – 1918. március 26.
10. Paul von Beneckendorff und von Hindenburg német császári vezértábornagy – 1918. március 26.
11. August von Mackensen német császári vezértábornagy – 1918. március 26.

### Középkereszt (10 adományozás)
Összesen 10 személy, köztük 1 külföldi (német) tábornok (név – rendfokozat – beosztás – az adományozás időpontja)
1. Anton Haus nagyadmirális, a Cs. és Kir. Haditengerészet főparancsnoka, 1917. október 27.
2. Viktor Dankl von Kraśnik cs. és kir. vezérezredes, 1917. augusztus 17.
3. Karl von Pflanzer-Baltin cs. és. kir. vezérezredes, a 7. hadsereg parancsnoka, 1918. október 2.
4. Arthur Arz von Straussenburg cs. és kir. vezérezredes 1917. augusztus 17.
5. Kövess Hermann cs. és kir. tábornagy, a Monarchia fegyveres erőinek utolsó főparancsnoka, 1917. augusztus 17.
6. József Ágost főherceg, cs. és kir. tábornagy 1917. augusztus 17.
7. Svetozar Borojević von Bojna, cs. és. kir. tábornagy, 1917. június 2.
8. Eduard von Böhm-Ermolli cs. és kir. tábornagy, a 2. hadsereg parancsnoka, 1917. július 28.
9. Alois von Schönburg-Hartenstein cs. és kir. lovassági tábornok, 1927. október 25.
10. Helmuth Johannes Ludwig von Moltke (gróf), német császári vezérezredes, a német haderő vezérkari főnöke, 1914. augusztus 27.

### Lovagkereszt (110 adományozás)
(nevek betűrendben, rendfokozattal, alakulat jelölésével és az adományozás időpontja – teljes lista)
1. Ambrózy György (sédeni) főhadnagy, 7. huszárezred (Husaren-Regiment 7), 1929. december 21.
2. Michael Ludwig von Appel gyalogsági tábornok, XV. hadtest parancsnoka (XV. Korps), 1927. október 25.
3. Gottfried von Banfield sorhajóhadnagy,	Kommandant Seeflugstation Triest, 1917. augusztus 17.
4. Dr. jur. Carl Bardolff ezredes, 29. gyalogdandár parancsnoka (29.IBrig.), 1918. augusztus 17.
5. Gottfried Barton lovassági százados, lovastüzér-hadosztály parancsnoka (Kav.SchD. II/6), 1922. június 27.
6. Josef Baumann von Koryto őrnagy, 21. vadász-zászlóalj parancsnoka (FJB.21), 1921. június 10.
7. Bertalan Árpád hadnagy 4. honvéd gyalogezred (Honvéd-IR.4) 1927. október 25.
8. Johann Boeriu ezredes, 76. gyalogezred parancsnoka (IR.76), 1918. augusztus 17.
9. Svetozar Borojević von Bojna gyalogsági tábornok, a VI. hadtest parancsnoka , 1931. október 3.
10. Wilhelm Cavallar von Grabensprung (lovag) főhadnagy, 92. gyalogezred (IR.92), 1918. augusztus 17.
11. Cumin Artúr tartalékos hadnagy, 67. gyalogezred (IR.67), 1917. augusztus 17.
12. Dáni Balázs (gyarmatai és magyarcsékai) vezérőrnagy, 62. gyalogdandár parancsnoka (62.IBrig), 1918. augusztus 18.
13. Georg Dragičević főhadnagy, FsAR.1, 1921. március 7.
14. Quirin Duval de Dampierre (báró) ezredes, 11. dragonyosezred parancsnoka (DR.11), 1921. június 10.
15. Otto Ellison von Nidlef (lovag) ezredes, Oberst im Geniestabe (Engineer Staff), 1917. augusztus 17.
16. Alfred Enrich tartalékos főhadnagy,  KSchR.I, 1921. június 10.
17. Emil Fey százados, 4. gyalogezred (IR.4), 1922. december 16.
18. Eduard Fischer csendőr alezredes,	Landesgendarmeriekommandant, 1927. október 25.
19. Johann Fousek főhadnagy, 102.gyalogezred (IR.102), 1921. március 7.
20. Friedrich Franek főhadnagy, 63. gyalogezred (IR.63), 1921. június 10.
21. Franz Freudenseher főhadnagy,	34. Landwehr-gyalogezred (LIR.34), 1924. április 21.
22. Gojkomir Glogovac (báró) főhadnagy, bosznia-hercegovinai 2. gyalogezred (bh.IR.2) 1917. augusztus 17.
23. Ludwig Goiginger altábornagy, a XXIV. hadtest parancsnoka (XXIV. Korps), 1925. december 11.
24. Anton Goldbach Edler von Sulittaborn altábornagy, 71. gyaloghadosztály parancsnoka (71.ID.), 1922. június 27.
25. Johann Haas von Haagenfels alezredes, 21. vadász-zászlóalj parancsnoka (FJB.21), 1918. augusztus 17.
26. Heim Géza (báró, san Martino del Carsoi) főhadnagy, 46. gyalogezred (IR.46) (Szeged), 1917. augusztus 17.
27. Georg Hoffmann tartalékos főhadnagy, 	SB.13, 1921. október 12.
28. Oskar Hofmann őrnagy Kommandant II./FKnR.1, 1925. december 11.
29. Peter Hofmann altábornagy,  a Hofman-csoport parancsnoka (Gruppe Hofmann), 1917. augusztus 17.
30. Horthy Miklós sorhajókapitány, az SMS Novara parancsnoka, 1921. március 7.
31. Horváth Imre főhadnagy 11. honvéd gyalogezred (Honvéd-IR.11), 1921. október 12.
32. Eduard Hospodarž ezredes, 8. gyalogezred parancsnoka (IR.8), 1917. augusztus 17.
33. Inselt István (göllei) százados, 38. gyalogezred, III. zászlóaljának parancsnoka (III./IR.38), 1929. december 21.
34. Johann Iskrić százados, (LstB. V/4), 1921. június 10.
35. Josef Janečka, ezredes Artilleriestab (Artillery Staff), 1917. augusztus 17.
36. Janky Kocsárd (vitéz bulcsi) ezredes, 4. huszárezred parancsnoka (Husaren-Regiment 4), 1922. június 27.
37. Thaddäus Jordan-Rozwadowski von Groß-Rozwadów (lovag) vezérőrnagy, (Artillerie Brigadier 12.ID.), 1918. augusztus 17.
38. Hermann Kirchner főhadnagy, 42. gyalogezred (IR.42), 1922. december 16.
39. Klempa Kálmán őrnagy (nemes), 26. gyalogezred I. zászlóaljának parancsnoka (I./IR.26), 1927. június 10.
40. Kratochwill Károly (szentkereszthelyi) ezredes, a 81. honvéd gyalog dandár (HIBrig. 81) ideiglenes parancsnoka, 1929. december 21.
41. Hauptmann des Generalstabskorps Friedrich Krömer, 11. hegyi dandár (11.GebBrig), 1921. június 10.
42. Hermann Kusmanek von Burgneustädten gyalogsági tábornok, a Przemyśl erőd parancsnoka, 1921. március 7.
43. Lanczhegyi Zoltán hadnagy, 101. gyalogezred (IR.101) 1918. október 2.
44. Wladimir Laxa ezredes Generalstabskorps, 18. gyalogdandár parancsnoka (18.IBrig.), 1921. december 10.
45. Lehár Antal őrnagy, 13. honvéd népfelkelő gyalogezred (Hung.-Lst IR.13), 1918. augusztus 17.
46. Wilhelm Licka főhadnagy, Kommandant Hochgebirgskompanie, 1929. december 21.
47. Lukachich Géza (báró somorjai) vezérőrnagy, az 1. hegyi dandár (1.GebBrig) parancsnoka, 1917. augusztus 17.
48. Josef Lutschounig alezredes,	74. gyalogezred (IR.74), 1917. augusztus 17.
49. Franz Matheis főhadnagy, 23. gyalogezred (IR.23), 1918. október 2.
50. Eduard Edler von Merten ezredes, 121. gyalogdandár parancsnoka (121.IBrig.), 1927. október 25.
51. Anatol Méttelét alezredes, 74. gyalogezred III. zászlóaljának parancsnoka (III./IR.74), 1921. október 12.
52. Metz Rezső (vitéz lovag spondalungai) vezérőrnagy,	23. gyalogdandár parancsnoka (23.IBrig.), 1921. március 7.
53. Josef Metzger altábornagy, 1. gyaloghadosztály parancsnoka (1.ID.), 1927. október 25.
54. Richard Müller vezérőrnagy, 5. gyalogdandár parancsnoka (5.IBrig.), 1921. március 7.
55. Rudolf Müller vezérőrnagy, 12. gyalogdandár parancsnoka (12.IBrig.), 1921. június 10.
56. Nagy Pál honvéd gyalogsági tábornok, a 73. honvéd gyalogdandár (73.HIBrig) parancsnoka, 1918. augusztus 17.
57. Karl Neusser százados, 25. Landwehr-gyalogezred (LIR.25), 1922. június 27.
58. Guido Novak von Arienti vezérőrnagy,	Kommandant 1.GebBrig, 1917. augusztus 17.
59. Viktor Oberguggenberger tartalékos hadnagy, 1. Tiroli Császárvadász-ezred (1.TKJR), 1931. október 3.
60. Florian Pasetti von Friedenburg (báró) alezredes,	Kommandant SchR.26, 1927. október 25.
61. Franz Peter alezredes, 87. gyalogezred IV. zászlóaljának parancsnoka (IV./IR.87), 1921. március 7.
62. Petrichevich György százados,	16. gyalogezred (IR.16), 	1921. október 12.
63. Pillepić Rudolf (vitéz lippahorai) ezredes, 73. honvéd gyalogdandár parancsnoka (73.HIBrig.), 1921. március 7.
64. Konstantin Popovici őrnagy, 39. gyalogezred (IR.39), 1921. június 10.
65. Poppr Emil (később Popper) tartalékos hadnagy, 83. gyalogezred (IR.83) 1922. június 27.
66. Emil Prochaska százados, 78. gyalogezred (IR.78), 1917. augusztus 17.
67. Robert Procházka őrnagy, LschR.II, 1917. augusztus 17.
68. Otto Redlich von Redensbruck alezredes, 32. gyalogezred parancsnoka (IR.32), 1924. április 21.
69. Wilhelm Reinöhl vezérőrnagy, Kommandant 205.LstIBrig., 1922. június 27.
70. Riedl Lajos altábornagy, 12. tábori tüzérdandár parancsnoka (12.FABrig), 1927. október 25.
71. Hermann Rigele sorhajóhadnagy, az U-31. parancsnoka, 1929. december 21.
72. Karl Rössel főhadnagy, FHR.2, 1918. október 2.
73. Roósz Péter százados 61. gyalogezred IV. zászlóaljának parancsnoka (IV./IR.61), 1931. október 3.
74. Josef Roth altábornagy, Kommandant XIV. Korps, 1918. október 2.
75. Karl Ruziczka főhadnagy, 13. gyalogezred (IR.13), 1931. október 3.
76. Schariczer György (rényi) vezérőrnagy, VII. hadtest parancsnoka, (VII. Korps), 1917. augusztus 17.
77. Peter Scheider tartalékos hadnagy, (KSchR.III), 1931. október 3.
78. Josef Schneider Edler von Manns-Au altábornagy, 28. gyaloghadosztály parancsnoka (28.ID.), 1921. március 7.
79. Franz Schöbl alezredes, 79. gyalogezred parancsnoka (IR.79), 1918. augusztus 17.
80. Josef Schön vezérőrnagy, 57. gyalogdandár parancsnoka (57.IBrig.), 1922. december 16.
81. Seydl Jenő alezredes, 7. tábori vadász-zászlóalj parancsnoka (FJB.7), 1921. március 7.
82. Rudolf Singule sorhajóhadnagy, U-4 parancsnoka, 1929. december 21.
83. Miezislaus Skulski főhadnagy, 73. gyalogezred (IR.73), 1921. június 10.
84. Gustav Sonnewend százados, Kommandant LstIBaon IV/39, 1924. április 21.
85. Silvio Spieß von Braccioforte ezredes, Kommandant IR.39, 1918. október 2.
86. Sréter István (szandai) ezredes, 17. honvéd gyalogezred parancsnoka (HIR.17), 1922. június 27.
87. Szepessy András (négyesi) százados, 30. honvéd gyalogezred II. zászlóaljának parancsnoka(II./HIR.30), 1918. augusztus 17.
88. Szilley Béla őrnagy, 14. gyalogezred X. zászlóaljának parancsnoka (X./IR.14), 1921. június 10.
89. Szurmay Sándor altábornagy, a Szurmay-hadcsoport parancsnoka, 1917. augusztus 17.
90. Taby Árpád főhadnagy, 60. gyalogezred (IR.60), 1931. október 3.
91. Friedrich Tischer népfölkelő hadnagy, 11. népfölkelő gyalogezred. (LstIR.11), 1917. augusztus 17.
92. Friedrich Tomann főhadnagy, 7. gyalogezred (IR.7), 1922. június 27.
93. Georg von Trapp (lovag) sorhajóhadnagy, az U-5 parancsnoka, 1924. április 21.
94. Ignaz Trollmann altábornagy, Kommandant XIX. Korps, 1917. augusztus 17.
95. Josef Troyer őrnagy, 4. Landwehr-gyalogezred parancsnoka (LIR.4), 1927. október 25.
96. Ungár Károly főhadnagy, IR.83, 1918. augusztus 17.
97. Konstantin Valentini őrnagy, Kommandant II./KSchR.3, 1921. június 10.
98. Hans Weiss, Graft
99. Vass-Wiblinger Jakab őrnagy, 39. honvéd gyalogezred parancsnoka (HIR.39), 1921. március 7.
100. Gottlieb Vojáček százados, 16. gyalogezred (IR.16), 1921. június 10.
101. Josef Wächter alezredes,  88. gyalogezred parancsnoka (IR.88), 1918. augusztus 17.
102. Egon von Waldstätten őrnagy (báró) 82. gyalogezred III. zászlóaljának parancsnoka (III./IR.82), 1922. december 16.
103. Theodor Wanke főhadnagy, 102. gyalogezred (IR.102), 1921. március 7.
104. Weber Győző (Viktor) (nemes webenaui) altábornagy, 47. gyaloghadosztály parancsnoka (47.ID.), 1922. június 27.
105. Stanislaus Wieroński százados, 11. gyalogezred III. zászlóaljának parancsnoka (III./IR.11), 1922. június 27.
106. Rudolf von Willerding (lovag) vezérőrnagy, 28. gyalogdandár parancsnoka (28.IBrig.), 1917. augusztus 17.
107. Alois Windisch főhadnagy,	14. gyalogezred (IR.14), 1925. december 11.
108. Wulff Olaf Richárd sorhajóhadnagy, Kommandant Monitorgruppe, 1922. június 27.
109. Wenzel Wurm táborszernagy, Kommandant XVI. Korps, 1917. augusztus 17.
110. Erwin Zeidler vezérőrnagy, 58. gyalogoshadosztály parancsnoka (58.ID.), 1917. augusztus 17.
111. Georg von Zwierkowski (lovag) nyugalmazott korvettkapitány, dunai aknamentesítő alakulat parancsnoka (Flußminenabteilung Donau), 1922. június 27.

## A Katonai Mária Terézia Rend 1931 utáni működése (1931–1945)
1. Oszlányi Kornél Pál (1893–1960) vitéz, m. kir. vezérőrnagy, m. kir. 9. honvéd könnyűhadosztály parancsnoka, 1944. január 24.

## Adatok és statisztikák a rend történetében

### A rend mindhárom osztályát elnyert személyek
1. Joseph Wenzel Radetzky (gróf), altábornagy (1766. november 2. – 1858. január 5.)
2. Ludwig von Welden táborszernagy (1780. június 16. – 1853. augusztus 7.)
3. Alvinczi József (borbereki báró), császári tábornok (1735. február 1. – 1810. szeptember 25.)
4. Theodor Baillet von Latour (gróf), császári és királyi táborszernagy, osztrák hadügyminiszter (1780. június 15.–1848. október 6.)
5. Jean-Pierre de Beaulieu (Johann Peter von Beaulieu, báró), osztrák tábornok (1725. október 26. – 1819. december 22.)
6. Friedrich zu Hohenlohe-Kirchberg (herceg)
7. I. János liechtensteini herceg
8. Karl Klemens Pellegrini (1720–1796, (gróf))
9. Karl Philipp zu Schwarzenberg (herceg), császári-királyi tábornagy (1771. április 15. – 1820. október 15.)

### A rend két osztályát elnyert személyek
1. Friedrich von Hotze (báró) császári altábornagy (1739. április 20. – 1799. szeptember 25.) lovagkereszt: 1793, középkereszt: 1798

### Egyidejűleg élő rendtagok száma
- Legtöbb élő rendtaggal – összesen 340 fővel – 1816-ban volt a rendnek a napóleoni háborúk időszakában. Legkevesebb kitüntetettel – mindössze 1 fővel – 1906-ban rendelkezett a rend, amikor egyedül már csak Fejérváry Géza (komlóskeresztesi báró, 1833–1914) élt.

## Az első világháború időszakának adományozási adatai
- Az első világháborúban 131 kitüntetést osztottak ki, 130 személynek (Svetozar Borojević a lovag- és a középkeresztet is megkapta).
- A háború után az élő rendtagok közül, 35 katona vallotta magát magyar honosnak, pl. a horvát Glokovac Gojkomir, aki azért nem lépett be a formálódó Szerb-Horvát-Szlovén Királyság hadseregébe, mert előzetesen nem engedélyezték neki a KMTR lovagkeresztjének viseletét az új hadseregben.
- Szilley Béla, aki Temesváron született osztrák honosnak vallotta magát, Svájcban telepedett le, és ott is halt meg.
- A legfiatalabb kitüntetett, Bertalan Árpád (szül: 1898), a legidősebb III. Lajos bajor király (szül. 1845) volt.
- Összesen három adományozás történt Ferenc József uralkodása alatt (1914–1916) (Helmuth Johannes Ludwig von Moltke német császári vezérezredes, a német haderő vezérkari főnöke, II. Vilmos német császár, I. Ferdinánd bolgár cár), 53 darab IV. Károly uralkodása alatt és 75 személy lett az első világháború befejezése után, a rendkáptalan döntése alapján rendtag (köztük Horthy Miklós is, 1921-ben).
- Az utolsó adományozások 1931. október 3-án történtek, ami után a rend Ausztriában befejezte működését.
- Az első világháború 131 adományozottja közül Friedrich Franek altábornagyként és Alois Windisch vezérőrnagyként a német Wehrmacht-ban folytatta katonai pályafutását, és mindkettőjük elnyerte a Vaskereszt Lovagkeresztjét is.
- Számos kitüntetett az utódállamok hadseregeiben szolgált tovább, így az osztrák Bundesheerben, a Magyar Királyi Honvédségben és a német Wehrmachtban számos tiszt fordult elő a KMTR kitüntetettjei közül.
- Stanislaus Wieroński k.u.k. százados lengyel hadseregben vezérőrnagyként vett részt a második világháborúban.

### Posztumusz adományozások (8 személy)
(születés és halálozás időpontja)
1. Anton Haus nagyadmirális (1851. június 13. – 1917. február 2.); adományozás időpontja: 1917. október 27.
2. Svetozar Borojević von Bojna, cs. és. kir. tárbornagy (1856. december 13. – 1920. május 23); adományozás időpontja: 1917. június 2. (középkereszt), 1931. október 3. (lovagkereszt)
3. Michael Ludwig Edler von Appel gyalogsági tábornok (1856. február 21. – 1915. február 1.); adományozás időpontja: 1927. október 25.
4. Szepessy András (négyesi) százados (?-?); adományozás időpontja: 1918. augusztus 17.
5. Silvio Spieß von Braccioforte ezredes (1867. november 30. – 1915. április 5., ütközetben elesett); adományozás időpontja: 1918. október 2.
6. Josef Troyer őrnagy (1867. december 8. – 1916. július 5.); adományozás időpontja: 1927. október 25.
7. Wilhelm Reinöhl vezérőrnagy (1859. július 14. – 1918. szeptember 14.); adományozás időpontja: 1922. június 27.
8. Josef Metzger altábornagy (?-?); adományozás időpontja: 1927. október 25.

#### Legalacsonyabb rendfokozatúak
A kitüntetettek között, a legalacsonyabb rendfokozatban 7 hadnagy volt, köztük 4 tartalékos:
1. Bertalan Árpád hadnagy 4. honvéd gyalogezred
2. Lanczhegyi Zoltán hadnagy, 101. gyalogezred
3. Friedrich Tischer népfölkelő hadnagy, 11. népfölkelő gyalogezred
4. Viktor Oberguggenberger tartalékos hadnagy, 1. Tiroli császárvadász ezred (1.TKJR)
5. Poppr Emil tartalékos hadnagy, 83. gyalogezred
6. Peter Scheider tartalékos hadnagy, KSchR.III
7. Cumin Artúr tartalékos hadnagy, 67. gyalogezred

#### Egyéb kitüntetések adományozása
- A Katonai Mária Terézia-rend káptalanja IV. Károly döntése értelmében, ha a kérelmezőt nem a KMTR valamely fokozatára tartotta érdemesnek, úgy más kitüntetés adományozásáról, például Osztrák Császári Lipót-rend, Vaskorona-rend, vagy akár a Tiszti Arany Vitézségi Érem odaítéléséről is dönthetett.